# Boku, Unmei no Hito desu.
Boku, Unmei no Hito desu (ボク,運命の人です), conosciuto anche con il titolo internazionale  I'm Your Destiny è un dorama stagionale primaverile trasmesso da Nippon Television tra il 15 aprile e il 17 giugno del 2017. La serie vede la partecipazione di Kazuya Kamenashi e Tomohisa Yamashita, nuovamente insieme dai tempi di Nobuta o produce.

## Trama
Makoto e Haruko sono coetanei - hanno entrambi 29 anni - e single. Sin da quando erano bambini, pur senza esser minimamente a conoscenza l'uno dell'altro, si sono ripetutamente incrociati in diversi luoghi e occasioni, da più ludiche a quelle religiose.
Un giorno davanti a Makoto si presenta un uomo misterioso che asserisce di essere Dio, lo informa quindi dell'esistenza di un'anima gemella a lui predestinata la quale vive e lavora proprio nell'appartamento accanto al suo.
Mostratosi quindi a sua volta di fronte ad Haruko, Makoto gli si presenta dichiarando: "Io sono il tuo destino!" Da quel momento in poi agirà pertanto di conseguenza.

## Cast
- Kazuya Kamenashi - Masaki Makoto
- Fumino Kimura - Kogetsu Haruko
- Tomohisa Yamashita - un uomo misterioso, chiamato Dio
- Shin'nosuke Mitsushima - Sadaoka Mitsukuni
- Nanao (modella) - Yotsuya Mitsue
- Yu Sawabe - Katsuragi Kazuo
- Eriko Watanabe (渡 辺 江 里 子) - Hatozaki Sumire
- Maya Okano (岡野 真 也) - Ugumori Midori
- Tetta Sugimoto - Kogetsu Daichi
- Kōji Ohkura - Sekihara Taku
- Mako Ishino - Kogetsu Yoshie
- Seiichi Tanabe - Karasuda Shokichi